# フチ火口
フチ火口（フチかこう、英: Fuchi Patera）は、木星の衛星イオの火口や端に複雑な扇形のクレーター。
1979年にフチ火口と名づけられた、名前はアイヌ民話の火の神ーアペフチに由来する、直径約64km。